# پروتیما بدی
پروتیما بدی (انگلیسی: Protima Bedi; ۱۲ اکتبر ۱۹۴۸ – ۱۸ اوت ۱۹۹۸)  رقصندهٔ کلاسیک هندی و بنیان‌گذار مدرسهٔ رقص نریتیگرام بود. او به دلیل مهارت در سبک اودیسی (رقص) و تلاش‌هایش در احیای رقص سنتی هند شناخته می‌شود.

## اوایل زندگی و آموزش
پروتیما بدی در هند به دنیا آمد و در یک خانوادهٔ مرفه بزرگ شد. او در جوانی وارد دنیای مدلینگ شد اما به زودی علاقهٔ عمیقی به رقص سنتی هندی پیدا کرد. او تحت آموزش اساتید برجستهٔ رقص اودیسی قرار گرفت و به یکی از برجسته‌ترین هنرمندان این سبک تبدیل شد.

## دوران حرفه‌ای
پروتیما با اجراهای خیره‌کنندهٔ خود در سراسر هند و جهان، به یکی از چهره‌های مطرح رقص اودیسی تبدیل شد. او برای زنده نگه‌داشتن و ترویج رقص سنتی، مدرسهٔ رقص نریتیگرام را تأسیس کرد که یکی از معتبرترین مراکز آموزش رقص در هند محسوب می‌شود. تلاش‌های او نقش مهمی در احیای رقص‌های کلاسیک هند ایفا کرد.

## موفقیت‌ها و افتخارات
- یکی از برجسته‌ترین رقصندگان سبک اودیسی (رقص)
- بنیان‌گذار مدرسهٔ رقص نریتیگرام
- اجراهای بین‌المللی برای معرفی رقص سنتی هند
- شناخته‌شده به عنوان یکی از پیشگامان احیای رقص کلاسیک در هند

## سال‌های پایانی و میراث
پروتیما بدی در سال ۱۹۹۸، در سفری به کِدارنات در اثر رانش زمین جان خود را از دست داد. اما تأثیرات او بر دنیای رقص هندی همچنان باقی است. مدرسهٔ رقص نریتیگرام که او بنیان‌گذاری کرد، همچنان یکی از مراکز برجستهٔ آموزش رقص در هند است و میراث هنری او را زنده نگه می‌دارد.  